# Ctenotus brachyonyx
Ctenotus brachyonyx este o specie de șopârle din genul Ctenotus, familia Scincidae, descrisă de Storr 1971. Conform Catalogue of Life specia Ctenotus brachyonyx nu are subspecii cunoscute.